# Damaged
Damaged — второй альбом американской рок-группы Course of Nature. Релиз состоялся 29 января 2008 года. Синглами вышли две песни: «Anger Cage» и «The Window».

## Список композиций
| №   | Название                                           | Длительность |
| --- | -------------------------------------------------- | ------------ |
| 1.  | «Anger Cage» (Клетка гнева)                        | 3:05         |
| 2.  | «Right Before My Eyes» (Прямо перед моими глазами) | 4:33         |
| 3.  | «Time Is Slipping Away» (Время идёт)               | 3:07         |
| 4.  | «Memory Of You» (Память о тебе)                    | 3:46         |
| 5.  | «The Window» (Окно)                                | 3:13         |
| 6.  | «Live Again» (Прожить заново)                      | 3:49         |
| 7.  | «Gone» (Ушёл)                                      | 4:42         |
| 8.  | «How Great You Are» (Какой ты большой)             | 3:53         |
| 9.  | «World at War» (Мир в войне)                       | 3:19         |
| 10. | «Forget Her» (Забудь её)                           | 4:41         |

## Интересные факты
- Песня «Anger Cage» является саундтреком к фильму ужасов «Девять мёртвых».